# Friedrich Richard Adelbart Johow
Friedrich Richard Adelbart Johow Biehler, o anche Federico Richard Adelbert (Chodzież, 5 febbraio 1859 – Valparaíso, 30 aprile 1933), è stato un botanico e micologo tedesco.

## Biografia

### Studi in Europa
All'età di 18 anni, entrò presso la Facoltà di Filosofia dell'Università di Berlino per studiare Scienze Naturali. In seguito andò presso l'Università di Bonn perfezionandosi in botanica, zoologia e chimica, ottenendo nel 1880 il dottorato in filosofia. Dal 1882 fu professore di Scienze Naturali e Chimica in diversi Licei umanistici della Germania.
Fece delle spedizioni nelle Antille e in Venezuela. Iniziando così ad appassionarsi del Sud America.
Nel 1888 fu professore di scienze naturali presso l'Università di Bonn.

### Europa e Americhe
Nello stesso periodo, l'ambasciatore del Cile a Berlino, Domingo Gana, iniziò ad assumere professori tedeschi per un Istituto di istruzione superiore. Erano anni di prosperità e il presidente José Manuel Balmaceda avviò un programma per il miglioramento dell'istruzione, aprendo un istituto pedagogico nel 1889, con lo scopo di formare insegnanti. Ad essere chiamato ad insegnare fu lo stesso Johow, nal 1889, e per diversi decenni nelle cattedre di Botanica presso "L'istituto pedagogico del Cile" (fino al 1925, e nelle "Scuole di Farmacia e Medicina" dell'Università del Cile

## Opere principali
Fu autore di interessanti studi legati alla flora delle Isole Juan Fernández; su Biologia vegetale, ecc.
- 1896 Estudios sobre la flora de las Islas de Juan Fernández
- 1884. Veget. West- Ind.: Vegetationsbilder aus West-Indien und Venezuela. Kosmos. Stuttgart. vol. XIV (1884) p. 415 426, XV (1884) p. 112130, 270 285, XVII (1885) p. 35 47, 183 201.